# Burnett Hillman Streeter
Burnett Hillman Streeter (né le 17 novembre 1874 à Londres et mort à Bâle, le 10 septembre 1937) est un théologien britannique. Il est un membre de la Commission de l'Archevêque sur la Doctrine dans l'Église d'Angleterre.
Streeter est un spécialiste du Nouveau Testament, et professeur à l'université d'Oxford.

## Ouvrages
- Foundations: A Statement of Christian Belief in Terms of Modern Thought, (Macmillan and Co.: Londres 1912).
- Immortality: an Essay in Discovery Coordinating Scientific Psychical and Biblical Research (Macmillan Company: New York 1917)
- Woman and the Church (Londres 1917)
- God and the Struggle for Existence (New York 1919)
- The Message of Sadhu Sundar Singh: A Study in Mysticism and Practical Religion, (New York 1921).
- The Spirit: the Relation of God and Man, Considered from the Standpoint of Recent Philosophy and Science (New York 1922).
- The Four Gospels, a Study of Origins treating of the Manuscript Tradition, Sources, Authorship, & Dates, (1924).
- Reality: A New Correlation of Science and Religion, (Londres 1926).
- Primitive Church Studied with Special Reference to the Origins of the Christian Ministry, (1929).
- The Chained Library, (1931).
- The Buddha and the Christ, (Bampton Lectures, 1932).
- Reality A New Correlation Of Science And Religion, (1935).